# شان بانر
شان بانر (به انگلیسی: Shawn Bohner)؛ یک دانشمند رایانه آمریکایی است که به عنوان استاد علوم و مهندسی رایانه در موسسه فناوری رز-هولمن کار می‌کند. او همچنین سردبیر مشترک روزنامه نوآوری در سیستم‌ها و مهندسی نرم‌افزار است.

## تحصیلات
بانر مدرک کارشناسی علوم را از دانشگاه مریلند، کالج پارک ، کارشناسی ارشد علوم از دانشگاه جانز هاپکینز و دکترا از دانشگاه جورج میسون دریافت کرد.

## حرفه
بانر قبل از پیوستن به موسسه فناوری رز-هولمن، استاد علوم رایانه در دانشگاه ایالتی و مؤسسه پلی‌تکنیک ویرجینیا و دانشگاه فنی کلرادو و همچنین مدیر مرکز محاسبات قابل پیکربندی مجدد با عملکرد بالا بنیاد ملی علوم بود. در سال ۲۰۱۰، بانر یکی از اعضای هیئت مشورتی سردبیری دایره المعارف مهندسی نرم‌افزار بود.